# Lucien Goldmann
Lucien Goldmann (nascut el 1913 a Bucarest, va créixer a Botoşani, Romania, mort el 1970 a París), va ser un filòsof francès i sociòleg d'origen judeoromanès. Com a professor de La Sorbona, va ser un influent teòric marxista.

## Pensament de Goldmann
Mentre que molts esquerrans parisencs defensaven incondicionalment la gnoseologia marxista, a les dècades dels anys 1950 i 1960, Goldmann deia que el marxisme estava en crisi i s'havia de renovar radicalment si es volia que sobrevisqués. Va rebutjar la teoria tradicional marxista del proletariat i va debatre amb el moviment estructuralista. De fet, la popularitat d'aquesta tendència a Riba Esquerra (rive gauche) va ser la raó per la qual el nom de Goldmann i la seva feina van quedar eclipsats - malgrat l'aclamació de pensadors tan diversos com Jean Piaget i Alasdair MacIntyre, els qui l'anomenaren «l'excel·lent i més intel·ligent marxista de l'època».

## Estructuralisme genètic
L'estructuralisme genètic és un mode d'abordar l'estudi de la literatura ideat per Goldmann, on va intentar aprofundir sobre la relació entre la literatura i la societat o context històric. Goldmann estudiava les obres literàries per comprovar en quina mesura podien ser indicatives de la visió del món, classe o grup social al qual pertany l'autor. Segons ell, com més nítidament es pugui formar la imatge de tots aquests conceptes analitzant l'obra, més clara serà la seva validesa artística. Les obres no s'han de concebre tan sols com a creacions d'un individu, sinó d'un «subjecte col·lectiu», d'unes estructures mentals trans-individuals, és a dir, de les idees i valors que comparteix un grup. D'acord amb aquests principis, la interpretació d'una obra literària no consisteix a senyalar els seus trets lingüístics immanents. Per entendre-la en el seu més ampli sentit s'ha de recórrer a les estructures socials, que donen sentit a la seva creació en una situació determinada.

## Obres
- Le dieu caché; étude sur la visión tragique dans les Pensées de Pascal et dans le théâtre de Racine. París: Gallimard, 1955.
- The hidden God; a study of tragic vision in the Pensees of Pascal and the tragedies of Racine. Traducció en anglès de Philip Thody. Londres: Routledge, 1964
- Recherches dialectiques. París: Gallimard, 1910
- Ciències humanes i filosofia, Volum 38 de Llibres a l'Abast, Barcelona, Edicions 62, 1966, 145 pàgines, traducció catalana de Sciences humaines et philosophie. Suivi de structuralisme génétique et création littéraire. París: Gonthier, 1966.
- Pour une sociologie du roman. - París : Gallimard, 1973.